# Sątyrz Drugi
Sątyrz [pronunciación en polaco: /ˈsɔntɨʂ druɡi/] es un asentamiento ubicado en el distrito administrativo de Gmina Chociwel, dentro del condado de Stargard, Voivodato de Pomerania Occidental, en el noroeste de Polonia. Se encuentra a unos 8 kilómetros al noreste de Chociwel, a 33 kilómetros al noreste de Stargard, y a 58 kilómetros al este de la capital regional Szczecin.
Entre 1871 y 1945, la zona formó parte de Alemania.